# Gahlener Kohlenweg

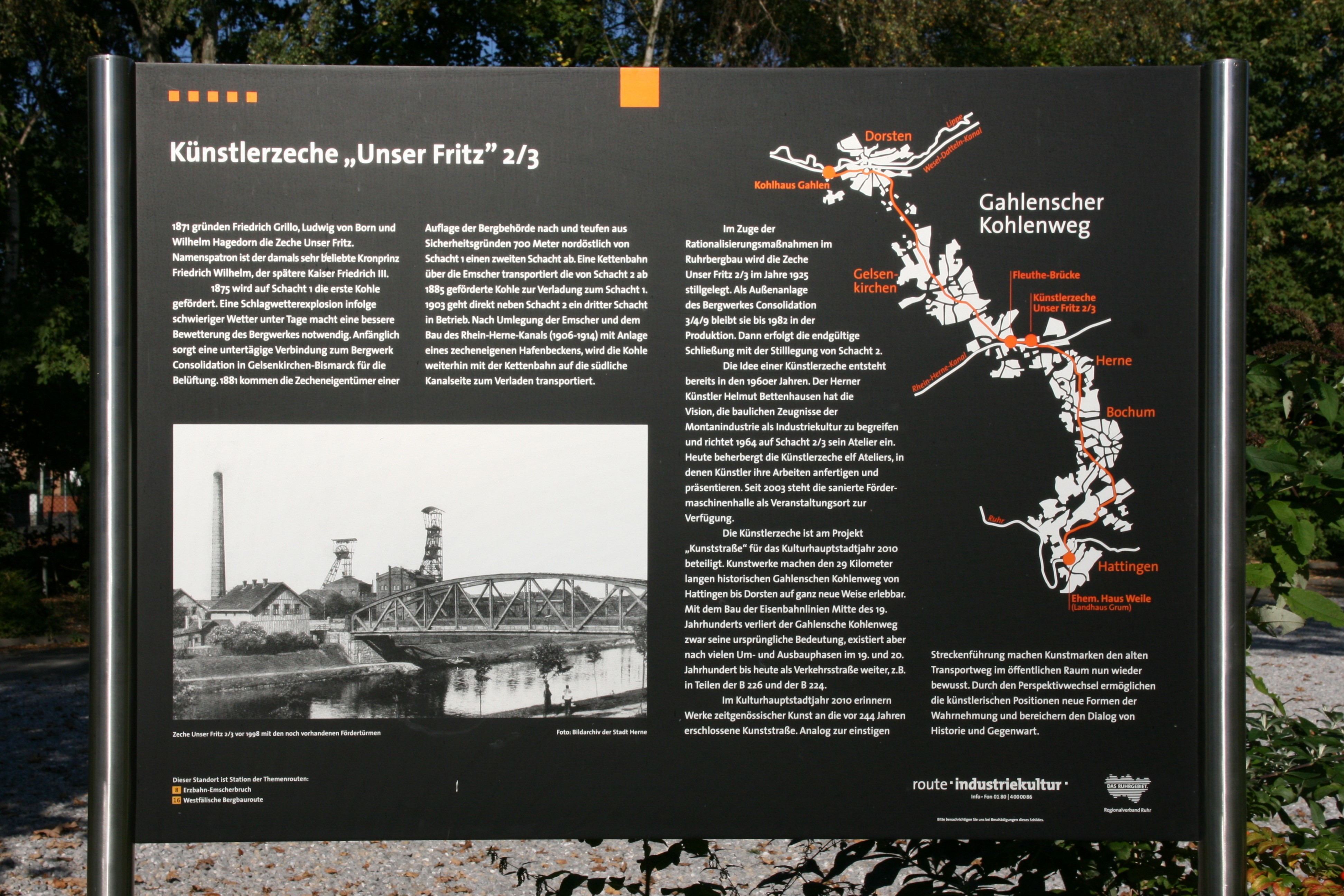
Infoschild mit dem Verlauf des Kohlenwegs

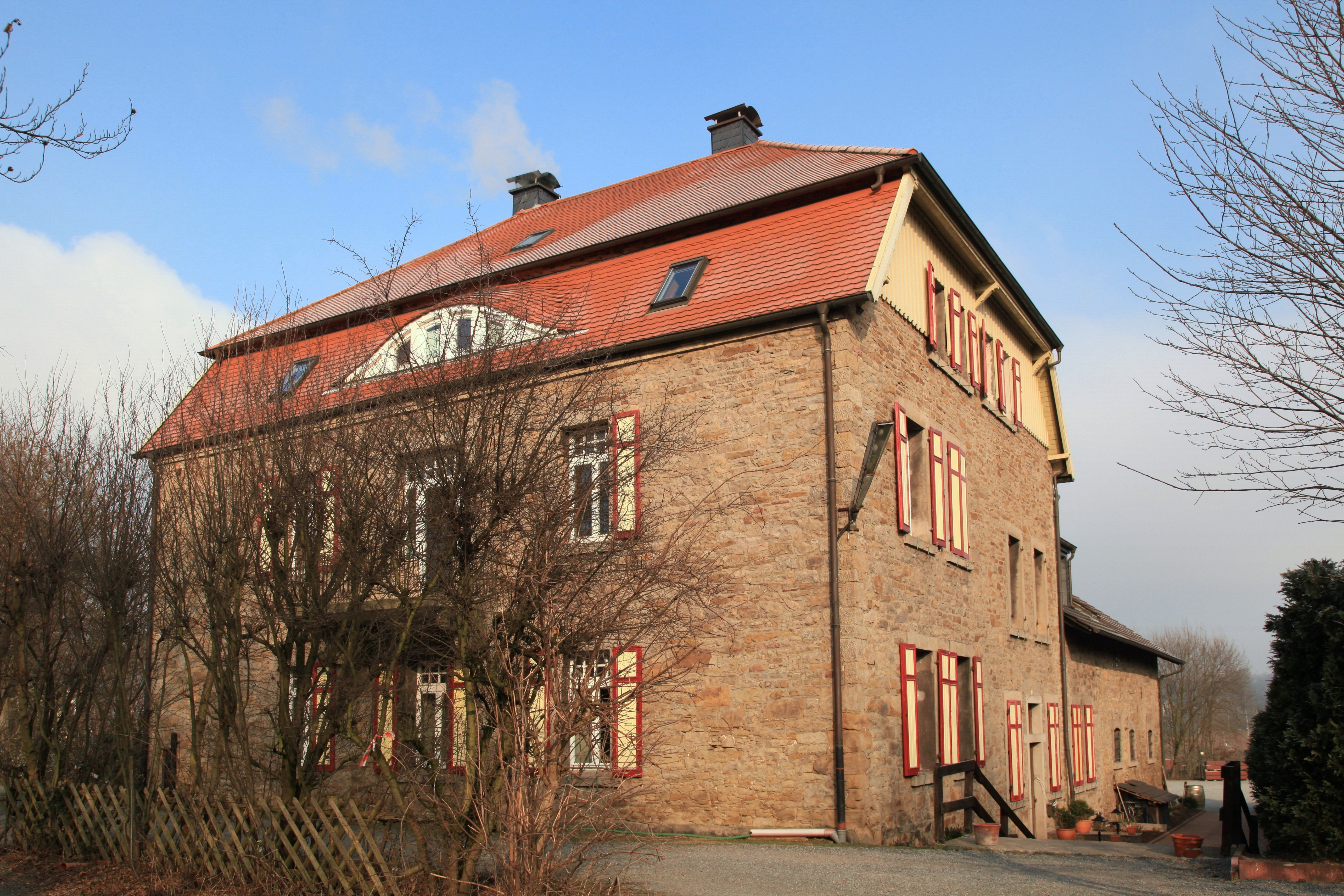
Beginn des Gahlener Kohlenwegs am Haus Weile

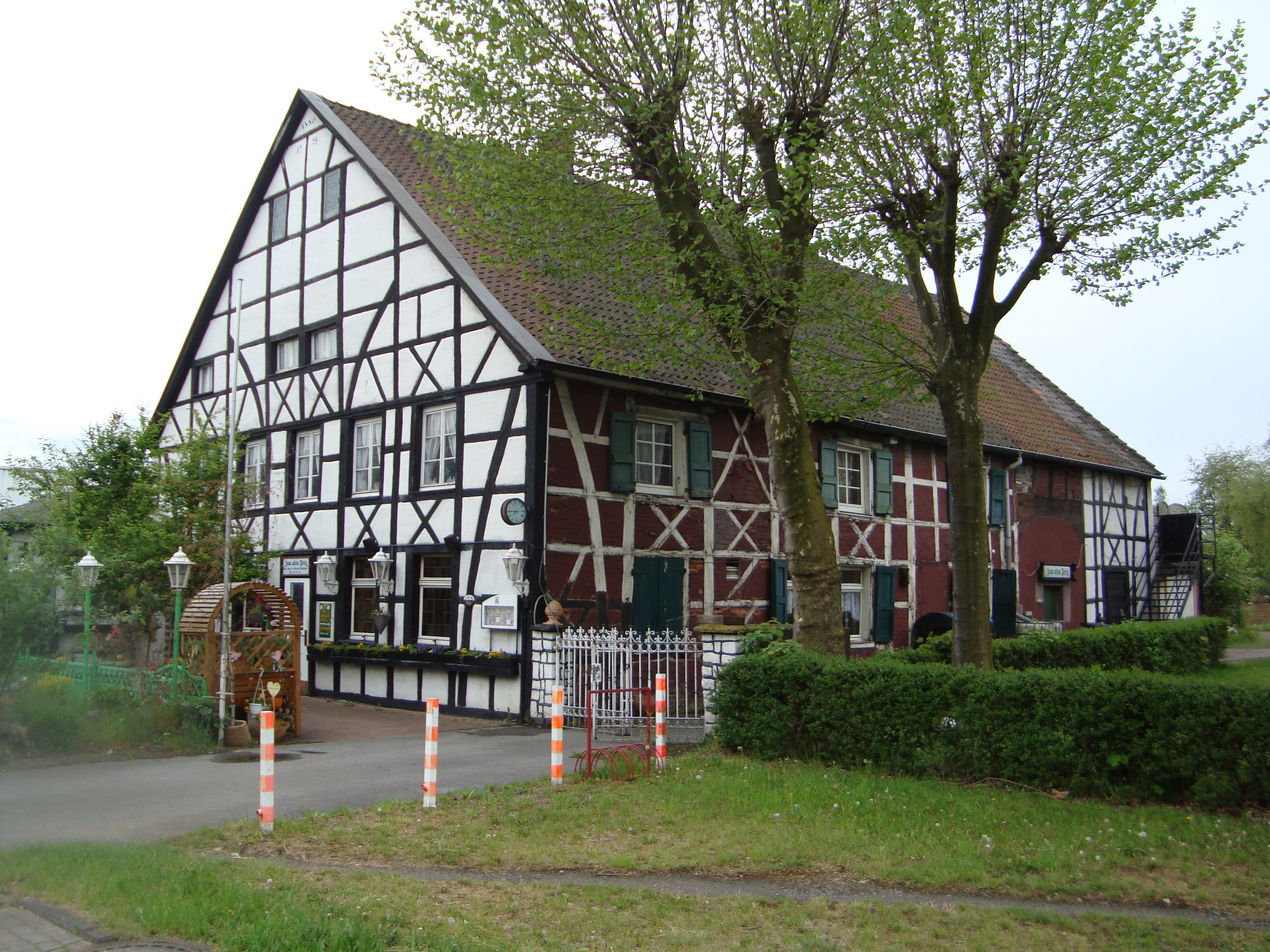
Gaststätte Zum alten Fritz in Herne-Holsterhausen, ältestes Denkmal am Gahlenschen Kohlenweg, auf der Hälfte des Weges

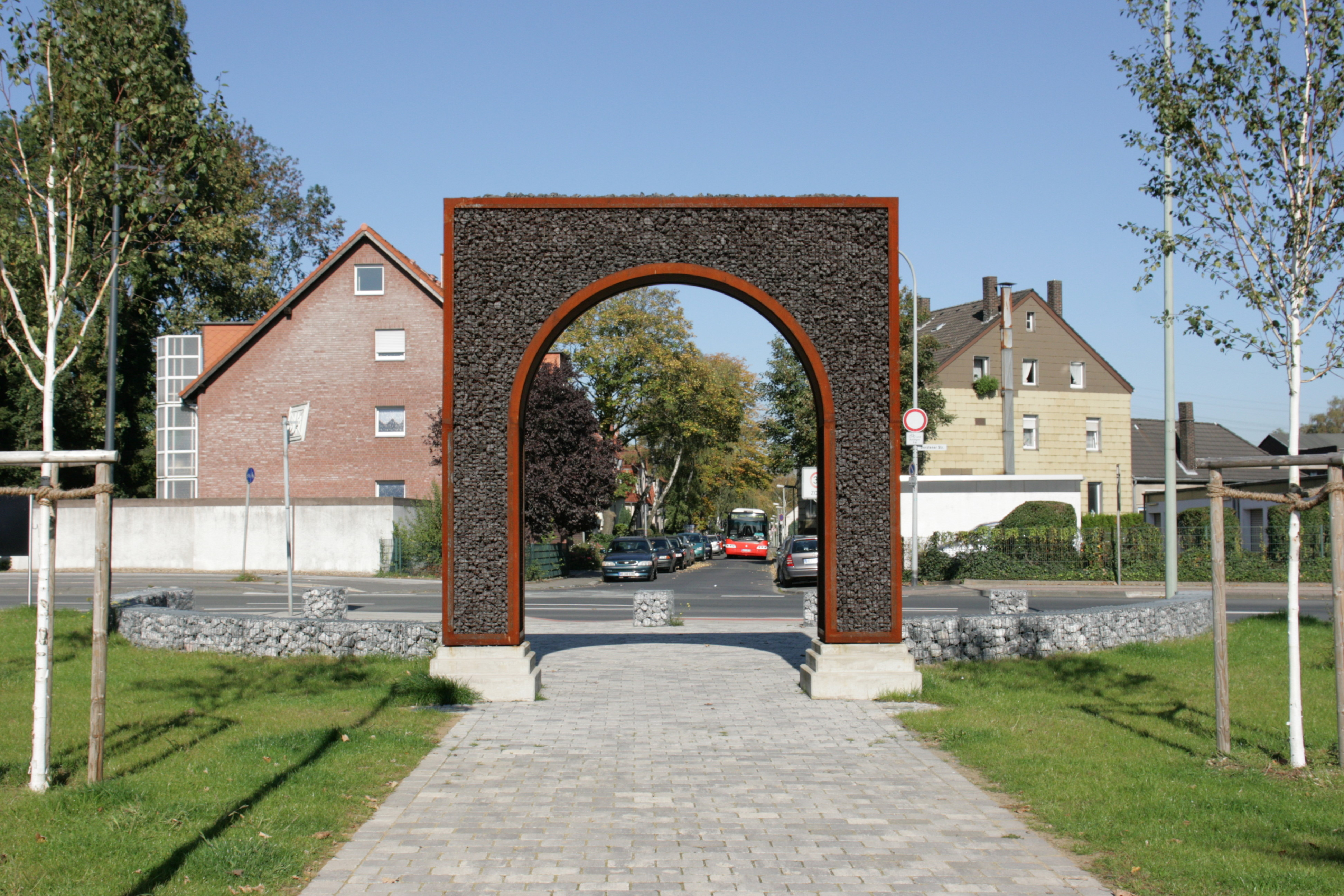
Triumphbogen der Kohle von Helmut Bettenhausen in Herne

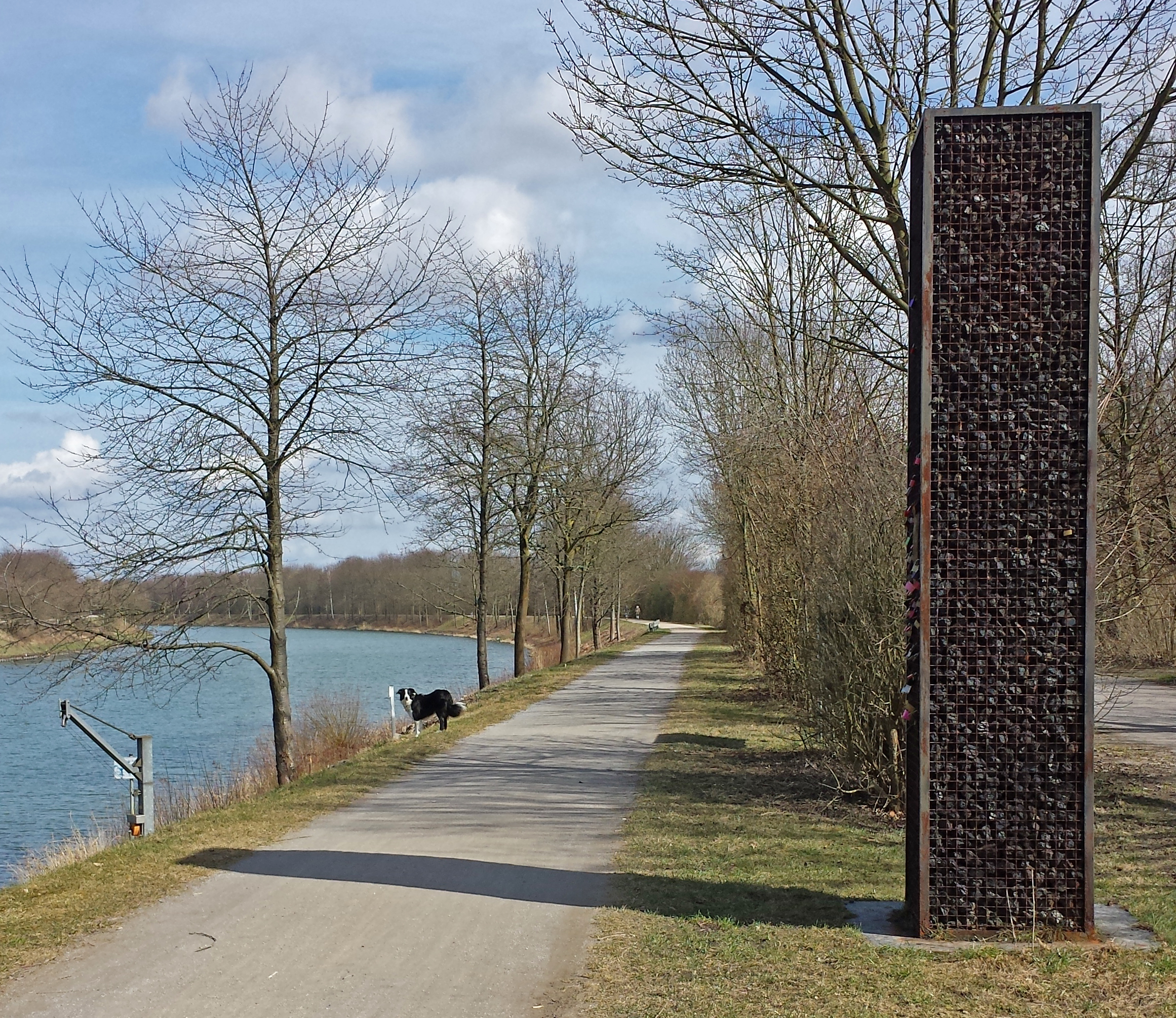
Stele am Ende des Gahlener Kohlenwegs, ehemaliger Standort des Kohlhaus, 2018

Der Gahlener Kohlenweg war ein Kohlenweg von Bochumer Süden bis Gahlen. Das Teilstück von Hamme bis Gahlen wird Gahlensche Straße genannt.

## Geschichte
Der Name „Kohlenweg“ bezieht sich auf den ursprünglichen Zweck, Kohle von Stiepel (Bochum) über Weitmar, Hamme, Eickel, Crange bis zum Dorf Gahlen, einem ehemaligen Hafen an der Lippe nahe Dorsten, zu befördern. Die 8,60 Meter breite, auf sumpfigem Untergrund als Knüppeldamm angelegte Straße war mit Baubeginn um 1766 eine der ersten befestigten Straßen im mittleren Ruhrgebiet für den Transport der an der Ruhr geförderten Steinkohle in Richtung Norden. Die Ruhr war zu dieser Zeit noch nicht schiffbar, alternativ stand nur der wesentlich längere und durch andere Herzogtümer mit entsprechenden Zöllen führende Hellweg bis zum Rhein zur Verfügung. Maßgeblich am Bau beteiligt war der aus Blankenstein stammende Lehrer und Unternehmer Johann Wilhelm Müser (1725–1788). Bei den Bauarbeiten mussten Bauern aus dem Vest Recklinghausen Hand- und Spanndienste leisten.
Die Kohle wurde in der seinerzeit zu Preußen gehörenden Grafschaft Mark gefördert. Sie sollte in die weiter westlich gelegenen preußischen Besitzungen am Rhein abgesetzt werden. Benutzte man dazu die uralte Ost-West-Verbindung Hellweg, dann mussten dazu die reichsunmittelbaren Herrschaften Essen, Werden und das Herzogtum Berg durchquert werden. Die dabei erhobenen Zölle hätte die Kohle sehr teuer gemacht. Der Vorteil des neuen Kohlenweges war, dass lediglich ein fremdes Territorium, nämlich das zum Kurfürstentum Köln gehörende Vest Recklinghausen, zu durchfahren war.
Mit der Schiffbarmachung der Ruhr in den 1780er Jahren, der Aufhebung der Zollschranken und der Entwicklung des Eisenbahnverkehrs im 19. Jahrhundert verlor der Kohlenweg nach und nach seine wirtschaftliche Bedeutung.

## Verlauf
Ab Stiepel (genauer Rauterdeller Siepen) führte die Straße durch die Orte Weitmar, Hamme und Marmelshagen (heute zu Bochum gehörend) an Eickel und Crange (heute Herne) vorbei durch das nur sehr dünn besiedelte Gebiet des Emscherbruchs nach Buer (heute Gelsenkirchen) und traf erst bei Dorsten wieder auf eine größere Ansiedlung. Einige Kilometer westlich davon erreichte sie wieder preußisches Gebiet (Herzogtum Kleve). Auf Maultieren und Fuhrwerken wurde die Kohle – in Fässern zu 50 Pfund abgefüllt – über die durch viele Windungen fast 40 Kilometer lange Strecke transportiert. Vom Hafen nahe Gahlen wurde die Kohle über die Lippe zum Rhein befördert, 1767 wurde dazu dort das „Kohlhaus“ errichtet. Es diente zur Verwaltung der Verschiffung und als Wohnhaus für die Beamten. Das Kohlhaus, dessen Grundstück nach Gebietsreformen jetzt auf Dorstener Gebiet liegt, wurde 1972 mit dem Ausbau des Wesel-Datteln-Kanals abgerissen. Am ehemaligen Standort befindet sich heute eine Stele aus Stahl. Empfänger der verschifften Kohle waren das Herzogtum Kleve und die Grafschaften Moers und Geldern, später auch die heutigen Niederlande.
Die Streckenführungen der heutigen Bundesstraßen 226 und 224 zwischen Bochum und Dorsten sind vielerorts mit der Gahlenschen Straße identisch.

## Erhaltene Bauwerke
An der Grenze von Gelsenkirchen und Herne befindet sich die Fleuthebrücke, die den Kohlenweg über den gleichnamigen, heute ausgetrockneten Nebenfluss der Emscher führte. Kohlenweg und Brücke sind Teile der Route der Industriekultur.
Das älteste Denkmal am Kohlenweg, der ehemalige „Schlenkhoffsche Kotten“, befindet sich in Herne-Wanne in Kilometer 20. Im heutigen Gasthof aus dem Jahre 1775 wurden ehemals Wegegelder, das sogenannte „Chausseegeld“ erhoben.

## Erinnerung
An den historischen Bezug erinnern noch die Straßennamen in Bochum, Herne und Dorsten, zum Beispiel Kohlenstraße, Gahlensche Straße, Dorstener und Gahlener Straße.
Im Rahmen des Kulturhauptstadtjahres 2010 wurde das Projekt „Kunststraße wird Straße der Kunst“ ins Leben gerufen. Die vor 250 Jahren angelegte künstliche Straße wurde durch mehrere Kunstwerke thematisiert und lokal erlebbar gemacht. Kunstvereine aus Gelsenkirchen, Hattingen und Dorsten sowie eine Bochumer Galerie und der Förderverein der Künstlerzeche Unser Fritz aus Herne entwickelte Kunstmarken und -objekte entlang der heute 29 Kilometer langen Strecke. Dabei wurden noch vorhandene Bauwerke (Zollstationen, Brücken, Verwaltungsgebäude, Zechen, Kapellen etc.) und die damals beförderten Materialien (Kohle, Erz, Holz usw.) einbezogen, sowohl temporäre als auch dauerhaft stationierte Kunstwerke geschaffen.